# Revesjö socken
Revesjö socken i Västergötland ingick i Kinds härad, ingår sedan 1971 i Svenljunga kommun och motsvarar från 2016 Revesjö distrikt.
Socknens areal är 38,55 kvadratkilometer varav 36,95 land. År 2000 fanns här 254 invånare.  Orten Axelfors samt sockenkyrkan Revesjö kyrka ligger i socknen. 

## Administrativ historik
Socknen har medeltida ursprung. 
Vid kommunreformen 1862 övergick socknens ansvar för de kyrkliga frågorna till Revesjö församling och för de borgerliga frågorna bildades Revesjö landskommun. Landskommunen uppgick 1952 i Axelfors landskommun som 1971 uppgick i Svenljunga kommun. Församlingen uppgick 2006 i Svenljungabygdens församling.
1 januari 2016 inrättades distriktet Revesjö, med samma omfattning som församlingen hade 1999/2000.  
Socknen har tillhört län, fögderier, tingslag och domsagor enligt vad som beskrivs i artikeln Kinds härad. De indelta soldaterna tillhörde Älvsborgs regemente, Södra Kinds kompani och Västgöta regemente, Elfsborgs kompani.

## Geografi
Revesjö socken ligger söder om Borås med Ätran i öster. Socknen har odlingsbygd i ådalen och är i övrigt en kuperad sjörik skogsbygd.
Socknen genomkorsas i söder av länsväg 154. I söder gick tidigare den nu nedlagda Falkenbergs järnväg.
1932 hade Revesjö socken 399 invånare samt 355 hektar åker och 2411 hektar skogsmark.

## Fornlämningar
En hällkista från stenåldern är funnen. Från bronsåldern finns gravrösen. Från järnåldern finns domarringar.

## Namnet
Namnet skrevs 1368 Riuasio och kommer från sjön vid kyrkbyn. Sjönamnet förled antas innehålla rev, 'sandrevel'.